# Адаптивна розробка
Адаптивна розробка програмного забезпечення — це процес розробки програмного забезпечення, який винайшли Джим Хайсміт та Сем Байер під час швидкої розробки програмних додатків. АРП втілює в собі принцип безперервної адаптації процесу розробки, близького до нормального плину справ.
Adaptive Software Development — одна з нових методологій, які з'явилися як альтернатива традиційним, орієнтованим на процес, методам управління розробкою ПЗ. ASD, Extreme Programming (XP), Lean розвитку, SCRUM і сімейство методологій Crystal, звичайно, багато в чому відрізняються один від одного, проте у них всіх є одна спільна риса — на чільне місце в них ставиться людський фактор, результати роботи та мінімізація самого процесу при максимальному збільшенні взаємодії між людьми. Всі ці методології були розроблені виходячи з об'єктивних реалій сучасного високотехнологічного бізнесу, який відрізняється величезною швидкістю розвитку і високою мінливістю.
Адаптивна розробка замінює  водоспадну модель повторюваними серіями обдумування, співробітництва та навчання. Цей динамічний цикл передбачає постійне навчання та адаптацію до виникаючих станів проекту. Характеристиками життєвого циклу АРП є зосередженість уваги, ітеративність, обмеженість за часом, управління ризиком, терпимість до змін.
Методологія ASD побудована на концептуальній базі теорії складних адаптивних систем. Вона розрахована на використання в екстремальних проектах, в яких превалюють швидкий темп розробок, непередбачуваність і часті зміни. Є проекти, які не можуть вважатися екстремальними, проте для всіх інших ASD підходить набагато краще, ніж будь-який традиційний підхід до розробки ПЗ.